# Pyramidelloides suteri
Pyramidelloides suteri är en snäckart som först beskrevs av Oliver 1915.  Pyramidelloides suteri ingår i släktet Pyramidelloides och familjen Eulimidae. Inga underarter finns listade i Catalogue of Life.